# 类花岗园蛛
类花岗园蛛（学名：Araneus marmoroides）为园蛛科园蛛属的动物。在中国大陆，分布于北京、新疆、四川、山东等地，常见于果园、林木及草丛。该物种的模式产地在北京。